# キューブ (芸能プロダクション)
株式会社キューブ（英文名：CUBE. Inc.）は、東京都渋谷区に本社を置く、日本の芸能事務所。1997年設立。音楽制作者連盟（音制連）に加盟。
本項では大阪に本社を持つ関連事務所「リコモーション」（英文名：RICOMOTION Inc.）についても扱う。

## 概要
俳優、タレント、声優、ミュージシャンなど幅広いジャンルのマネージメントと、舞台制作、音楽制作、映像（番組）制作の3つの柱を中心に積極的に展開。制作とマネージメントおよびマーケティングを自社で行い、「感動創造直売会社」を掲げている。
ホームページや各オーディション誌での応募を募り、毎年3 - 4回の俳優オーディションを実施。多数の応募の中から厳選し、実技オーディションを行う。通過者は無料の演技レッスンを少人数制で実施。ボイストレーニングから台本の読み方など俳優活動をしていく上での土台作りができる体制をとる。また、俳優としての可能性を広げるべく、経験者・未経験者を問わず定期的に無料ダンスレッスンも実施。HIPHOPからジャズ、またミュージカルにも対応した幅広いプログラムを行い育成に力を入れている。
俳優のマネージメントは、大阪に本社を持つ関連事務所「リコモーション」と一部提携している。生瀬勝久、古田新太、山西惇など関西圏の小劇団出身俳優たちがリコモーションに所属している。

### 舞台製作

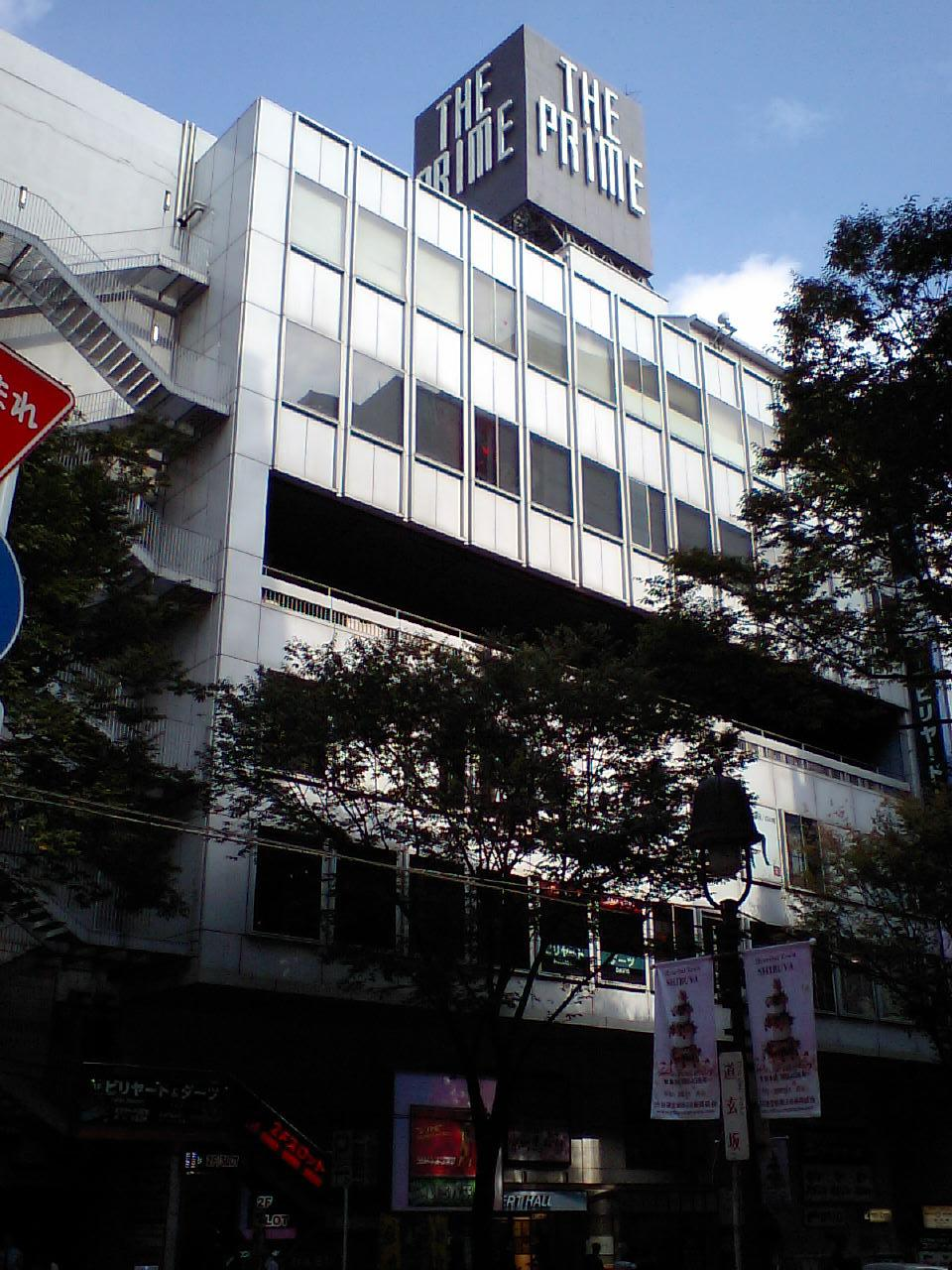
東京都渋谷区道玄坂にあるTHE PRIME渋谷プライム館。同ビルの6階にCBGKシブゲキ!!がある。

企画から宣伝、公演運営まで一貫して自社で製作しており、マネージメント会社ならではの多彩なキャスティングを実現している。芝居の枠にとらわれず小劇場からミュージカルまでバラエティーに富んだ多種多様な舞台を製作している。2008年には劇団ナイロン100℃およびケラリーノ・サンドロヴィッチ自身のマネージメント業務を移籍。
2011年には初の劇場運営となる「CBGKシブゲキ!!」を東京・渋谷・道玄坂（THE PRIME渋谷プライム館6階。東京テアトル系列のシネセゾン渋谷跡地）にオープン。劇場としては革新的なUstreamやライブビューイングなど最新の配信技術を導入し、演劇のみならず、新たなエンターテインメントの発信基地となっている。

### 音楽製作
音楽界の第一線で活躍するミュージシャンのマネージメントを手掛け、ライブ制作も自社で行っている。
藤木直人が1999年にマキシシングル「世界の果て 〜the end of the world〜」でポニーキャニオンよりデビュー。俳優としての活動と並行してCDリリース、ライブツアーなど音楽活動も積極的に展開する。
新しいアーティストの発掘を目的に全国規模のオーディション「MUSICUBEオーディション」を毎年開催しており、新人発掘に力を入れている。また、所属の育成アーティストたちによるコンベンションライブ「MUSICUBE CONVENTION LIVE」を毎年開催。
神奈川県厚木市・海老名市で路上ライブを中心に活動していたいきものがかりは2004年に行われたMUSICUBE CONVENTION LIVEをきっかけにメジャーデビューが決まり、2006年にシングル「SAKURA」でエピックレコードジャパンよりデビュー。2010年11月にリリースしたベストアルバム『いきものばかり〜メンバーズBESTセレクション〜』が出荷枚数160万枚を突破する大ヒットを記録するほどの人気ミュージシャンとなる。
2012年9月にはザ・マスミサイルのメジャー復帰第1弾となる『HOPE#』が日本クラウンからリリース。
他には日本を代表するサックスプレイヤーとして桑田佳祐やMr.Childrenのツアーなどに参加する山本拓夫、筋肉少女帯のギタリスト兼メインコンポーザーを務める本城聡章、多くの映画や舞台作品に楽曲を提供しているキーボード・アコーディオン奏者の佐藤史朗らが所属している。

### 映像（番組）制作
制作協力として携わった『サラリーマンNEO』が2004年にスタート。「NHKらしからぬNHKしかできない番組」をコンセプトに人気を確立する。2007年に制作した番組『ホレゆけ!スタア☆大作戦 〜まりもみ危機一髪!〜』（通称「ホレスタ」）では古田新太、生瀬勝久を中心にした現実と虚像を行き来する独自の手法を展開する。また、従来のテレビ局の系列を越えての番組販売を自社で展開、全国26局で放送され「東京地上波では見られない、地方発の人気番組」として大きな成功を収める。「ホレスタ」を企画の原点として『イケ麺そば屋探偵〜いいんだぜ!〜』を制作。2009年4月から2クールに渡って日本テレビ系列で放送される。また同年には、1989年に読売テレビで放送され人気シリーズとなった深夜番組を復活させた『現代用語のムイミダス〜ぶっとい広辞苑〜』を制作。2010年には文豪たちの隠された短編小説の傑作を30分ドラマにした『BUNGO -日本文学シネマ-』が全国27局で放送され大きな話題を呼ぶ。

## 主な所属タレント

### 男性俳優
キューブ
| - 入江雅人 - 植本純米 - 及川健 - 大倉孝二 - 大澄賢也 - 上山竜治 - 岸祐二 - 姜暢雄 - 小西遼生 - 小松利昌 - コング桑田 | - 白洲迅 - 世古口凌 - 竹下宏太郎 - 藤木直人 - 松下洸平 - 丸山智己 - 三浦剛 - 森田甘路 - 森準人 - 八十田勇一 - 六角慎司 - 元木聖也 | - C.I.A. - 阿久津仁愛 - 井阪郁巳 - 市川理矩 - 加藤諒 - 川原一馬 - 神田聖司 - 菊池銀河 - 木戸邑弥 - 坂口涼太郎 - 永田崇人 - 中谷優心 - 林勇輝 - 村上貴亮 | - 逆木圭一郎（提携） - 田尻茂一（提携） - 水沼健（提携） |

リコモーション
| - 伊藤えん魔 - 川原田樹 - 木村風太（C.I.A.） - 楠 雄二朗／U.K. - 国木田かっぱ | - 永沼伊久也 - 杉森大祐 - 田鍋謙一郎 - 坪田秀雄 - 中川浩三 | - 生瀬勝久 - 野田晋市 - 八田浩司 - 福谷圭祐 - 古田新太 | - 森下じんせい - 森下亮 - 山田かつろう - 山西惇 |

### 女性俳優
キューブ
| - 奥村佳恵 - 音月桂 - 仙名彩世 - 壮一帆 - 長井短 - 中越典子 | - 中島亜梨沙 - 春風ひとみ - ファーストサマーウイカ - 藤井咲有里 - 堀内敬子 - まりゑ | - 三倉茉奈 - 三倉佳奈 - 水野小論 - 山下結穂 - 夢咲ねね - 増田梨沙 |

リコモーション
| - 池田琴弥 - 楠見薫 - 千田訓子 - 曽木亜古弥 - 園木愛 | - 西村亜矢子 - 西村頼子 - 納富有沙 - 松永渚 - 松原由希子 | - 三田みらの - みやなおこ - 山本鈴 |

### クリエーター
キューブ
- いとうせいこう
- ウォーリー木下　
- ケラリーノ・サンドロヴィッチ
- 大谷健太郎
- 青木豪
- 河原雅彦
- 土田英生（提携）
- レ・ロマネスクTOBI

リコモーション
- 伊藤えん魔
- 塩田明弘
- 福谷圭祐

### ミュージシャン
キューブ
- 瓜生明希葉
- JUNNA
- 東京パフォーマンスドール
- にゃんぞぬデシ
- 本城聡章
- ザ・マスミサイル
- 茉奈 佳奈
- 山本拓夫
- wacci
- 琴音

### アナウンサー
キューブ
- 安東弘樹

## 過去の所属タレント
- 朝見優香
- いきものがかり - 2020年春にキューブと業務提携した新会社株式会社MOAIを設立し独立[2]。
- 伊藤梨沙子
- 川崎真央
- 加藤理恵 - ケイダッシュグループのアワーソングスクリエイティブに移籍。
- 加藤みづき
- 金子美香 - 植竹ルームに所属し金子美佳に改名し、モデル・タレント活動中。
- 君沢ユウキ
- 渋谷桃子 - 芸能活動休止
- 月船さらら - アベベネクストに移籍。
- 出口結美子 - 2011年に引退。
- 冨森ジャスティン - 2021年3月31日をもって俳優業から引退。
- 中里真美
- 黒田勇樹
- 山崎樹範 - 藤賀事務所に経て現在はトルチュへ所属。
- 今村美歩
- 犬山イヌコ - アクロス エンタテインメントに移籍。
- 皆川玲奈 - オスカープロモーション（当時「星川玲奈」で活躍）から移籍、現・TBSテレビアナウンサー。
- G2（提携）
- 末満健一 - ワタナベエンターテインメントへ移籍。
- 古藤望
- 村井國夫 - 現在はトム・プロジェクト所属。
- 山内優花
- 和音美桜
- 海老澤健次
- 橋本さとし

## 映像制作

### 番組
- ホレゆけ!スタア☆大作戦
- イケ麺そば屋探偵〜いいんだぜ!〜
- 現代用語のムイミダス　ぶっとい広辞苑
- 勝・新（KATSUARA）
- 押忍!!ふんどし部!
- 東京号泣教室 〜ROAD TO 2020〜

### 映画
- チェリーパイ
- 東京の嘘
- WHITE MEXICO
- 音符と昆布
- コラソン de メロン
- 悲しいボーイフレンド
- つむじ風食堂の夜
- 遠くの空
- 乱反射
- スノーフレーク
- サラリーマンNEO 劇場版（笑）

### 関連作品
- BUNGO -日本文学シネマ-